# Erik Phoenix
Erik Phoenix, döpt 22 oktober 1670 i Linköping, död 30 december 1721 i Linköping, var en svensk lektor i Linköping. 

## Biografi
Phoenix döptes 22 oktober 1670 i Linköping. Han var son till prosten Ericus Phoenix i Risinge. 13 juni 1685 blev han student vid Uppsala universitet. Han blev 11 december 1694 magister. Phoenix utnämndes 1695 till kollega i Linköping. Samma år avsade han sig befattningen och reste utomlands. 1697 blev han rektor i Vimmerby. 1702 blev han rektor i Norrköping. Phoenix blev 1712 filosofi lektor (logices et metaphhysices) i Linköping. Phoenix avled 30 december 1721 i Linköping.